# Kongl. Teknologkören
Kongl. Teknologkören är en blandad kör knuten till Kungliga Tekniska Högskolan i Stockholm. Kören har 40-55 aktiva medlemmar och repertoaren spänner över allt som gjorts för kör, sakralt såväl som profant. Förutom egna konserter och skivor har kören deltagit i masskonserter i Globen, körfestivaler och framträtt i TV och radio (bland annat sändes körens julkonsert på Nybrokajen 11 år 2005 i Sveriges Radio). Kören har brutit ny mark genom att sätta upp ett antal "körspex", det första var Röken. Kören har också gjort ett större antal fruktbara samarbeten med KTHs Akademiska Kapell, som agerar under ledning av director musices Mats Janhagen. Kongl. Teknologkören har även givit ut fyra egna sångböcker, varav den senaste publicerades år 2011.
Körens institutionssång är "Gud skydde dig, Osquar".

## Historik
Vid invigningen av Kungl. Tekniska Högskolans Studentkårs nya Kårhus Nymble 11 oktober 1930 uppträdde för första gången en dubbel manskvartett under namnet Kongl. Teknologkören. Oktetten leddes av förstabassångaren Gösta Gleerup. Framträdandet gav tydligen mersmak för sången, för kören har sedan dess levt vidare. Ett kvitto finns bevarat från 24 oktober 1930 på de första inköpta noterna i körens namn, och dagen efter fick kören sitt första anslag från Kåren (som uppgick till den facila summan av 50 kronor). Den första stämgaffeln inköptes dock enligt kassaböckerna först 1932.
1967 blev dåvarande matematikstuderanden Anders Colldén ledare för kören. Han förvandlade gradvis den tidigare manskören Teknologkören till en blandad kör. Colldén lämnade ledarskapet för kören 1987, och efterträddes av Tomas Pleje. 1989 tog Christina Hörnell över som dirigent, fram till dess hon tillträdde som kormästare vid Kungliga Operan i Stockholm 1994. 1994-2002 leddes Teknologkören av Helene Stureborg, som efterträddes 2003 av Fredrik Winberg, som verkade som dirigent och konstnärlig ledare till 2007. Under våren 2008 leddes kören av vikarierande Florian Benfer innan David Lundblad tog över kören på hösten samma år. David efterträddes av Rikard Karlsson till hösten 2010. Efter att ha lett kören i över tio år lämnades dirigentuppdraget över till Hanna Ohlsson Nordh
Kören har sedan många år tillbaka en nära relation med Chalmers sångkör, vilket resulterar i årliga körträffar.

### Dirigenter
- 1930 - 1933   Gösta Gleerup
- 1933 - 1935   Anders Lundén
- 1935 - 1939   Einar Ek
- 1939 - 1946?  Sven Eketorp
- 1946?- ?      Lennart Persson
- 1967 - 1987   Anders Colldén
- 1987 - 1988   Tomas Pleje
- 1989 - 1994   Christina Hörnell
- 1994 - 2002   Helene Stureborg
- 2003 - 2007   Fredrik Winberg
- 2008        -  Vikarie Florian Benfer
- 2008 - 2010   David Lundblad
- 2010 - 2022       Rikard Karlsson
- 2022 -  Hanna Ohlsson Nordh

### Priser
- Andra pris i den internationella körtävlingen i Cork, april 1997.
- Vinnare i klassen "Blandad kör med obligatoriskt stycke" vid internationella körtävlingen i Budapest arrangerad av Musica Mundi i mars 1999. Även en guldmedalj av sjunde graden och andraplacering i klassen Folklore.
- Vinnare i klassen "Blandad kör med obligatoriskt stycke" vid den tionde internationella körtävlingen i Budapest arrangerad av Musica Mundi i mars 2005. Även en guldmedalj av sjätte graden och andraplacering i klassen Folklore.

### Större sceniska uppsättningar
- Körspexet "Röken", 1980
- Körmusikalen "Fötter", 1983
- Körspexet "Bellman" eller "Hela hovet stormar", 1987
- Körspexet "Vilhelm Erövraren" eller "På bråkresa till England", 1993
- Körspexet "Röken" eller "Oden & även Tyr i Valhall" - 1980 års körspex i en uppdaterad tappning, 2012

### Skivor
- På skiva med Kongl. Teknologkören (egen produktion, Köriosa 1 LP, 1976)
- Körspexet Bellman eller Hela hovet stormar (egen produktion, Köriosa 2 LP, 1987)
- I takt med tiden (egen produktion, Köriosa 3 CD, 1991)
- Jul... (egen produktion, CD, 1998)
- Kongl. Teknologkören (sånger ur körboken "Flerstämt", Spotify, 2013)
- Kongl. Teknologkören II (sånger ur körboken "Flerstämt", Spotify, 2014)

### Böcker
- Sångbok (Körens första sångbok fick det enkla men passande namnet sångbok.)
- Notbok (Körens kommande två sångböcker kom att heta notbok.)
- Flerstämt (i samarbete med Notfabriken Music Publishing AB, inbunden sångbok om 192 sidor/86 titlar, 2011), ISBN 978-91-86825-02-7